# 巴里·坎利夫
巴里·坎利夫（英語：Barry Cunliffe，全名：Barrington Windsor Cunliffe，1939年12月10日—）是一位英国考古学家，牛津大学荣誉退休教授，《古物》杂志编辑，主要作品有《海洋之间的欧洲：主线与变化 (公元前9000年~公元1000年)》（Europe between the Oceans: Themes and Variations, 9000 BC-AD 1000）、《牛津史前欧洲史》（The Oxford Illustrated History of Prehistoric Europe）以及列入《牛津通识课》的《凯尔特人》（The Celts）、《德鲁伊》（Druids）等。